# Disperis disiformis
Disperis disiformis är en orkidéart som beskrevs av Rudolf Schlechter. Disperis disiformis ingår i släktet Disperis och familjen orkidéer. Inga underarter finns listade i Catalogue of Life.